# Johann Christoph Rasche
Johann Christoph Rasche (* 21. Oktober 1733 in Scherbda; † 21. April 1805 in Untermaßfeld) war ein deutscher lutherischer Theologe, Geistlicher, Numismatiker und Schriftsteller.

## Leben
Rasche war Sohn des Pfarrers Nikolaus Rasche. 1737 begann seine Schulbildung in Scherbda, bevor er 1744 an die Lateinschule in Creuzburg kam, dort aber nur ein Jahr verblieb, bevor er wieder im Elternhaus unterrichtet wurde. Allerdings starben 1745 beide Eltern, sodass er zu seinem Vormund kam, der ihn ab 1747 auf das Meininger Lyzeum schickte. 1751 verließ er die Schule und immatrikulierte sich an der Universität Jena, an der er zunächst Medizin studierte. Bereits nach kurzer Zeit widmete er sich dem Studium der Theologie, das er 1755 mit dem Magistergrad abschloss. 1753, in dem Jahr, in dem er seinen ersten Gedichtband veröffentlichte, fand er durch Johann Christoph Gottsched Aufnahme in die Deutsche Gesellschaft in Leipzig.
Rasche wurde 1755 Vikar in Offenbach am Main. Anschließend erhielt er eine Stelle als Prediger in Frankfurt am Main. Dort traf er 1759 auf Herzog Anton Ulrich von Sachsen-Meiningen, der ihn zum Rektor des Lyzeums in Meiningen berief. Entsprechend seiner Neigung erhielt er schließlich 1763 die Pfarrei von Untermaßfeld, in der er bis zu seinem Tod wirkte. Außerdem wurde er Adjunkten und Assessor des geistlichen Untergerichts im Amt Maßfeld.
Rasche galt seinerzeit als fröhlicher Mensch, der ein sehr vielseitiges schriftstellerisches Werk vorgelegt hat.

## Werke (Auswahl)
- Gedichte von Einigen Freunden der schönen Wissenschaften, Marggraf, Jena 1753.
- Urtheile über das Verhalten der Menschen, 6 Bände, Frankfurt am Main 1756–1758.
- Oden, Scherpern, Frankfurt am Main 1758.
- Etwas von Ohngefähr, 2 Bände, Frankfurt am Main 1769.
- Es ist nöthig, jeden Missethäter durch Geistliche zum Tode vorbereiten und zur Hinrichtung begleiten zu lassen, Hanisch, Meinigen 1770.
- Die Kenntniß antiker Münzen nach den Grundsätzen des Pere L. Jobert und des Herrn de la Bastie, 3 Bände, Monath, Nürnberg 1778–1779.
- Lexicon Vniversae Rei Nvmariae Vetervm Et Praecipve Graecorvm Ac Romanorvm, 14 Bände, Gleditsch, Leipzig 1785–1805.